# Freeport (Bahama's)
Freeport is een plaats en vrijhandelszone op het eiland Grand Bahama van de Bahama's op circa 160 km ten oostnoordoosten van Fort Lauderdale in Florida. Met een inwoneraantal van 26.910 (2000) is het de tweede stad van het land.
Zo'n vijf kilometer ten noorden van het centrum ligt Grand Bahama International Airport.

## Geboren
- Sebastian Bach (1968), zanger van Skid Row
- Mark Merklein (1972), tennisser
- Andrae Williams (1983), atleet
- Donald Thomas (1984), atleet
- Alonzo Russell (1992), atleet